# La família de l'infant Lluís de Borbó
La família de l'infant Lluís de Borbó és un quadre que va ser pintat per Francisco de Goya el 1784 i es conserva a la Fundació Magnani-Rocca de Parma (Itàlia).
El llenç recull una escena familiar de Lluís Antoni d'Espanya, infant reial, arquebisbe de Toledo, primat d'Espanya, i oncle del rei d'Espanya Carles IV. Apareix durant el seu desterrament de Arenas de San Pedro al qual es va veure abocat per la seva renúncia a la carrera eclesiàstica i el seu posterior matrimoni morganàtic, que l'uní amb una persona de rang inferior, Maria Teresa de Vallabriga.
Al centre del quadre apareix l'infant don Luis jugant al solitari amb cartes mentre pentinen la seva dona. Després d'ell apareixen els seus fills Lluís i María Teresa.
La zona esquerra del quadre està ocupada pel mateix pintor immortalitzant l'escena i per diverses dames mentre que a la zona dreta apareixen diversos cavallers i una mestressa de cria amb Maria Luisa, la filla petita de l'infant, en braços.